# فرانسيسكو فيدريسزيوسكي
فرانسيسكو فيدريسزيوسكي (بالإسبانية: Francisco Fydriszewski)‏ (13 أبريل 1993 بروساريو في الأرجنتين - ) هو لاعب كرة قدم أرجنتيني في مركز الهجوم. لعب مع نيولز أولد بويز.

## وصلات خارجية
- فرانسيسكو فيدريسزيوسكي على موقع إي إس بي إن إف سي (الإنجليزية)
- فرانسيسكو فيدريسزيوسكي على موقع قاعدة بيانات كرة القدم.إي يو (الإنجليزية)
- فرانسيسكو فيدريسزيوسكي على موقع Soccerway.com (الإنجليزية)